# Prix-lès-Mézières
Prix-lès-Mézières település Franciaországban, Ardennes megyében. Lakosainak száma 1387 fő (2022. január 1.). Prix-lès-Mézières Charleville-Mézières, Évigny, La Francheville, Warcq és Warnécourt községekkel határos.

## Népesség
A település népességének változása:
| Lakosok száma | 892  | 1381 | 1472 | 1319 | 1372 | 1344 | 1340 | 1350 | 1355 | 1387 |
|               | 1968 | 1982 | 1990 | 2006 | 2013 | 2015 | 2017 | 2019 | 2020 | 2022 |